# THE YELLOW MONKEY IS HERE. NEW BEST
『THE YELLOW MONKEY IS HERE. NEW BEST』（ザ・イエローモンキーイズヒア. ニューベスト）は、日本のロックバンドTHE YELLOW MONKEYのセルフカバー・アルバム。2017年5月21日に日本コロムビアから発売された。

## 概要
『THE YELLOW MONKEY IS HERE. NEW BEST』は、THE YELLOW MONKEY再結成後の最初のアルバムである。本アルバムは、バンドの解散中にリリースされたファン投票による前作ベストアルバム『イエモン-FAN'S BEST SELECTION-』（2013年）の全収録曲を、バンド再結成後の2017年に新たに演奏して録音（新録）したものであり、『イエモン-FAN'S BEST SELECTION-』への返礼としてのアルバムすなわち「アンサーアルバム」となっている。またこれは自らの曲を自らカバーした、いわゆる「セルフカバー」である。彼らのメジャーデビュー記念日である5月21日に発売された。
『THE YELLOW MONKEY IS HERE. NEW BEST』は、一発録り・ワンテイクの手法が多用され、ギミックやエフェクトといった音の加工を排除した、ライブハウスで近い距離からの演奏を聴いているような臨場感のある作品に仕上がっている。
全16曲のうちいくつかの収録曲にはストリングスやブラスのアコースティック・セクションが配置され、それらの編曲は船山基紀が行った。
本アルバムにはTHE YELLOW MONKEYのメジャーデビュー日である1992年5月21日と11日違いの1992年5月10日にメジャーデビューしたMr.Childrenの関係者も参加した。レコーディング/ミキシングを担当したのはMr.Childrenのマネージメント事務所「エンジン」を擁する企業グループ烏龍舎に所属するレコーディング/ミキシング・エンジニアの今井邦彦である。
本アルバムのマスタリングは、前作『イエモン-FAN'S BEST SELECTION-』でリマスタリングを担当したテッド・ジェンセンによるもので、ニューヨークにあるテッド・ジェンセンが所属する世界最高峰のマスタリング・スタジオ「スターリング・サウンド」で行われた。「ロザーナ」のマスタリングは同じく「スターリング・サウンド」のトム・コイン（Tom Coyne）。
リリースにあたってのTHE YELLOW MONKEYメンバーのコメントは次のようなものであった。
| - 菊地英昭: できるだけライブに近い音像で、臨場感とパワー感がハンパない - 廣瀬洋一: アリーナとホール・ツアーで磨きをかけた唯一無二のバンドグルーヴ - 菊地英二: 過度な装飾を取り払い、ほぼバンドの音だけで勝負 - 吉井和哉: 改めてこのバンドの凄さを痛感してまたバンドに感謝しました |

## 記録
日曜日に発売されたため集計期間が短かったが（集計期間：5/15〜5/21）、オリコンチャートでは初週で45,141枚を売り上げ、週間CDアルバムランキングで1位を獲得。アニメ『進撃の巨人』の主題歌を多数収録したLinked Horizonの2ndアルバム『進撃の軌跡』を2位に抑えての首位となった。アルバムでの首位獲得は1998年リリースの『PUNCH DRUNKARD』以来、実に19年と2か月ぶり。ベストアルバムとしては初である。
Billboard JAPANにおいても、CDセールスのみの『Top Albums Sales』では初週45,610枚で1位を獲得。一方で同日付の総合チャート『Hot Albums』においては2週目となったMr.Childrenの配信限定ベスト『Mr.Children 1992-2002 Thanksgiving 25』に阻まれ2位に終わった。この週のチャートの3位はMr.Childrenのもう一つの配信限定ベスト『Mr.Children 2003-2015 Thanksgiving 25』でありメジャーデビュー25周年組がトップ3を独占した。
月間のランキングでは、2017年5月のオリコン月間ROCKアルバムランキングで1位を獲得、2位に付けたのはビートルズの『サージェント・ペパーズ・ロンリー・ハーツ・クラブ・バンド』50周年記念エディションであった。2017年5月のオリコン月間CDアルバムランキングでは乃木坂46の『生まれてから初めて見た夢』に次ぐ2位。

## 収録曲

### CD
| 全作詞・作曲: 吉井和哉、全編曲: THE YELLOW MONKEY（ストリングス & ブラス編曲：船山基紀）。 |                                                  |          |            |      |
| #                                                                                          | タイトル                                         | 作詞     | 作曲・編曲 | 時間 |
| 1.                                                                                         | 「悲しきASIAN BOY」                              | 吉井和哉 | 吉井和哉   | 4:38 |
| 2.                                                                                         | 「パール」                                       | 吉井和哉 | 吉井和哉   | 3:44 |
| 3.                                                                                         | 「太陽が燃えている」                             | 吉井和哉 | 吉井和哉   | 5:03 |
| 4.                                                                                         | 「プライマル。」                                 | 吉井和哉 | 吉井和哉   | 4:19 |
| 5.                                                                                         | 「WELCOME TO MY DOGHOUSE」                       | 吉井和哉 | 吉井和哉   | 4:25 |
| 6.                                                                                         | 「追憶のマーメイド」                             | 吉井和哉 | 吉井和哉   | 3:57 |
| 7.                                                                                         | 「BURN」                                         | 吉井和哉 | 吉井和哉   | 5:04 |
| 8.                                                                                         | 「SPARK」                                        | 吉井和哉 | 吉井和哉   | 4:09 |
| 9.                                                                                         | 「楽園」                                         | 吉井和哉 | 吉井和哉   | 4:41 |
| 10.                                                                                        | 「真珠色の革命時代 (Pearl Light Of Revolution)」 | 吉井和哉 | 吉井和哉   | 6:26 |
| 11.                                                                                        | 「SO YOUNG」                                     | 吉井和哉 | 吉井和哉   | 5:05 |
| 12.                                                                                        | 「天国旅行」                                     | 吉井和哉 | 吉井和哉   | 8:47 |
| 13.                                                                                        | 「SUCK OF LIFE」                                 | 吉井和哉 | 吉井和哉   | 5:55 |
| 14.                                                                                        | 「花吹雪」                                       | 吉井和哉 | 吉井和哉   | 4:40 |
| 15.                                                                                        | 「JAM」                                          | 吉井和哉 | 吉井和哉   | 5:14 |
| 16.                                                                                        | 「バラ色の日々」                                 | 吉井和哉 | 吉井和哉   | 4:48 |
| 合計時間:                                                                                  | 合計時間:                                        | 80:55    |            |      |

### 楽曲解説
1. 悲しきASIAN BOY
3rdシングル（1994年）。本アルバムの2017年テイクにおける品質の良いメンバーの演奏の中でもダンサブルなドラムは切れを増した[1]。2017年テイクのストリングスは原曲で用いられていたストリングスの旋律をある程度の維持をして編曲しているが、間奏のギター・ソロの後に鳴っていたストリングスの旋律が一部なくなっている。原曲のオープニングのシャウトもなくなっている。
2. パール
22ndシングル（2000年）。亡き友人・中原繁に向けられたメッセージ・ソング。2017年テイクの最後を決めるドラムの短いフィルインは原曲とは別のタイミングで、吉井の歌の後わずかに休止する。
3. 太陽が燃えている - 5:03
8thシングル（1995年）。初のトップ10ヒット。本作ではストリングスとブラス・セクションが大幅に追加された。発売年の公演ではこのアレンジをベースにライブで再現された。
4. プライマル。
24thシングル（2001年）。解散前のラストシングル表題曲。再結成後初となるライブツアー「THE YELLOW MONKEY SUPER JAPAN TOUR」のオープニングナンバーとして初演された。オリジナルでは最後の「ブラ ブラ」という歌詞が3回繰り返されてハイトーンになって終わるのが、初演以降は2回で終わるように改変された。現在は、ライブでも通常の曲同様に演奏されるようになり、本作のアレンジが採用されていることが多い。
本作のリリース日にメンバー4人が出演したスペースシャワーTVの番組が行った『イエモン-FAN'S BEST SELECTION-』（2013年）全16曲の新たな投票ランキングで1位を獲得した。
5. WELCOME TO MY DOGHOUSE
インディーズ・アルバム『Bunched Birth』（1991年）収録。インディーズ時代からのライブ定番曲である。
6. 追憶のマーメイド
7thシングル（1995年）。本作のアレンジは全編にわたってストリングス・セクションが際立っている。原曲ではアウトロがフェードアウトしていたが、本作では演奏が最後まで収録されている。歌詞は1995年のシングルと同じく修正後のバージョン[注釈 4]。
7. BURN
13thシングル（1997年）。バンド最大のヒットシングル。
8. SPARK
10thシングル（1996年）。原曲ではサビ前の「Are you ready to spark?」は吉井のコーラスだったが、本作ではライブ同様他メンバーのものに差し替えられた。本作収録のバージョンが「TATERU」CMソングに起用された[13]。
9. 楽園
11thシングル（1996年）。ドラッグ・ソング。
10. 真珠色の革命時代 (Pearl Light Of Revolution)
1stアルバム『THE NIGHT SNAILS AND PLASTIC BOOGIE / 夜行性のかたつむり達とプラスチックのブギー』（1992年）収録。ライブにおいてオーケストラをバックに演奏することがあり、実際に発売年のドーム公演では同形態で演奏された[14]。
「追憶のマーメイド」同様、本作収録バージョンはフェードアウトではなく演奏を最後まで収録している。
11. SO YOUNG
18thシングル（1999年）。
12. 天国旅行
6thアルバム『SICKS』（1997年）収録。
13. SUCK OF LIFE
2ndアルバム『EXPERIENCE MOVIE / 未公開のエクスペリエンス・ムービー』（1993年）収録のアルバム・バージョンをベースに再録。
近年のライブにて定番化している吉井のフェイクが収録されている。
14. 花吹雪
6thアルバム『SICKS』（1997年）収録。
15. JAM
9thシングル（1996年）。再結成後、2016年に初出演したNHK紅白歌合戦で披露した。
2004年に東京ドームで開催されたイベント『メカラ ウロコ・15』にメンバーがサプライズで登場し、この楽曲を演奏。これが再結成以前の最後の演奏であった。
その13年後に行ったドーム公演では、プライマル。→ALRIGHTと解散、再集結を意味する曲を続けた後に演奏されている。
16. バラ色の日々
19thシングル（1999年）。THE YELLOW MONKEYとファンのテーマソング。再結成日の2016年1月8日に発足した新しい公式ファンクラブは、本アルバムのリリース日である2017年5月21日に正式名称を決定した。このファンクラブ名称「BELIEVER.」は本楽曲の歌詞に由来する。なお解散後も吉井は自身のソロライブで定番曲として頻繁に披露していた。

#### 早期購入特典「2017 LIMITED SPECIAL SINGLE CD」
1. ロザーナ - 4:46
（作詞・作曲：吉井和哉　編曲：THE YELLOW MONKEY）
※CDアルバム早期購入特典「2017 LIMITED SPECIAL SINGLE CD」は数量限定。紙製ジャケットに「ロザーナ」を収録したCDと、「ロザーナ」の歌詞カードが封入されている。

「ロザーナ」（Roseana）は、再結成後の2017年にレコーディングが行われ、2017年3月17日に発表された楽曲。同3月17日よりファンクラブの会員限定コンテンツで「ロザーナ」の配信が開始。同日歌ネットで歌詞が公開。THE YELLOW MONKEY公式サイトでは3月17日が「ロザーナ」のリリース日として表示されている。
2017年3月17日は『THE YELLOW MONKEY IS HERE. NEW BEST』のリリース発表も行われ、同時に公開されたティザー映像（YouTube上では3月16日付）において「ロザーナ」の音源が一部使用された。発表後、2017年5月21日にリリースされた『THE YELLOW MONKEY IS HERE. NEW BEST』CDアルバムに付随する限定非売品シングル「2017 LIMITED SPECIAL SINGLE CD」に「ロザーナ」が収録された。
今井智子（音楽評論家）のレビューによると、「運命的な歌が絶妙なこの曲は、彼らの現在をストレートに反映している、ありそうでなかったナンバーだ」。
平山雄一（音楽評論家）のレビューによると、「非常にシンプルな構造」の楽曲であり「一つのグルーヴで押し通すスタイルは、とてもダンサブル」、1970年代ロックのサイケデリックな音階処理はこのバンドが伝統的ロックを大切にしていることを伺わせ、菊地英昭（EMMA）のギター・ソロのパートで入るバックコーラスからは楽曲を作る楽しい様子が伝えられ、「バラ」「キャベツ」「卵の殻」といった歌詞の不思議なアイテムたちがバンドのエキゾティシズムを濃厚なものにする。
吉井和哉のコメントによると、「僕が昔から題材にしている輪廻みたいなものを今の気分で歌ってみました」。
「ロザーナ」と「バラ色の日々」
「ロザーナ」イントロのギター演奏のリズム・パターンは「バラ色の日々」Bメロで演奏されているギター・リズムとほぼ重なる。本アルバム16曲目「バラ色の日々」2017年テイクの間奏ギター・ソロ後のBメロ演奏でそれがより明瞭である。1999年シングル「バラ色の日々」では、間奏ギター・ソロ後だけでなく楽曲の前半Bメロでもこのリズム・パターンが演奏されているが、2017年テイクではその前半部分のリズムギターは細かいリズムを刻んでいない。1999年シングルの間奏ギター・ソロ後のBメロに演奏されていたメロディアスなリードギターは、2017年テイクではなくなっていて、代わりに明瞭な「ロザーナ」パターンのギターが重ねられ、キーボードがメロディを埋めている。
「ロザーナ」イントロのギター演奏は「ロザーナ」後半に再演奏される。「ロザーナ」ミュージック・ビデオでは後半再演奏の辺りからモノクロームの映像に色彩が付く。
ミュージック・ビデオ
2017年4月19日に「ロザーナ」ミュージック・ビデオ（PV）公開（YouTube上では4月18日付）。「ロザーナ」ミュージック・ビデオを手掛けたのはクリエイター・長久允、編集ディレクションは福田哲丸（音楽グループ快速東京ボーカリスト）。映像は「ロザーナ」や本アルバムのレコーディング風景で構成。長久と福田は本アルバムのミュージック・ビデオ『TYM's hacking movie』の制作にも参加した。本アルバムのクリエイティブ・プランナーを務める長久は、本アルバム名の考案、本アルバムのシンボルキャラクター作り、「ロザーナ」のジャケット、ミュージック・ビデオと幅広く関与した。また、男性の同性愛の歌「SUCK OF LIFE」を収録する本アルバムであるが、長久は同性愛に対する理解がある。
ミュージック・ビデオの最後にメンバーの話し声が収録されているが、これは「2017 LIMITED SPECIAL SINGLE CD」には入っていない。

### アナログ盤
初回生産限定アナログレコード。2枚に分割して収録。MP3ダウンロードカード付。

### FC限定盤
ファンクラブ限定盤。2CD、スリーブ仕様、スペシャルポスター（ファンとメンバーで作るFC限定フォトモザイクアート）付。
- DISC-1
- DISC-2 ※DISC-1収録曲のインストゥルメンタル。

## 参加ミュージシャン
- 吉井和哉（LOVIN） - ボーカル、エレクトリック・ギター、アコースティック・ギター、パーカッション、コーラス（バッキング・ボーカル）、タンブリン[注釈 7]
- 菊地英昭（EMMA） - エレクトリック・ギター、コーラス（バッキング・ボーカル）
- 廣瀬洋一（HEESEY） - ベース、コーラス（バッキング・ボーカル）
- 菊地英二（ANNIE） - ドラムス
- 鶴谷崇 - アコースティック・ピアノ、オルガン、シンセサイザー

その他、ストリングス（バイオリン12名、ビオラ2名、チェロ3名）、ブラス（トランペット2名、トロンボーン1名、サクソフォーン1名）、ティンパニ1名、女声コーラス（バッキング・ボーカル）2名がクレジット表示されている（アルバムのブックレットに準拠）。女声コーラスは、吉井がディレクションを行った。
| 1. 悲しきASIAN BOY & 3. 太陽が燃えている - 第1バイオリン 6名 - 第2バイオリン 4名 - ビオラ 2名 - チェロ 2名 3. 太陽が燃えている - トランペット 2名 - トロンボーン 1名 - テナー・サクソフォーン 1名 4. プライマル。 - テナー&バリトン・サクソフォーン 1名 - ティンパニ 1名 | 6. 追憶のマーメイド & 10. 真珠色の革命時代 (Pearl Light Of Revolution) - 第1バイオリン 6名 - 第2バイオリン 4名 - ビオラ 2名 - チェロ 2名 4. プライマル。 & 13. SUCK OF LIFE - 女声コーラス 2名: エリアンナ & ルンヒャン |

## アルバムキャラクター「TYM」
TYM（タイム）とは、本アルバムのキャラクターである。本アルバムのジャケットに登場する。本アルバムのミュージック・ビデオ（PV）にも登場する。バンドの公式サイトに次のような説明がある。
| THE YELLOW MONKEY が作り出したものの集積。存在の具現化。 その曲や、その瞬間ごとに 世界にも、獣にも、愛にも、絶望にも、真珠にも、夜にも、猫にも、宝石にも、時間にも、変化していく。 TYM は増殖する、街にも巨大なTYM が現れる、 THE YELLOW MONKEY を聴いたひとびとの心の中にも現れる。 そして口癖は、「わたしは、ここにいるわ。」 |

TYMは、2017年のバンドの以降の活動に密接に関係する。

## ミュージック・ビデオ
本アルバムのミュージック・ビデオ『TYM's hacking movie』は5分30秒のダイジェストムービーで、本アルバムから「JAM」、「太陽が燃えている」、「パール」、「SPARK」、「楽園」、「バラ色の日々」の6曲が選曲されている。このビデオは中村剛が監督を務める他、クリエイターの長久允が制作に携わった。グラフィックのディレクションは福田哲丸（快速東京ボーカリスト）で、芸術家のBIEN（NAOYA MURATA）、西橋伸太郎（ペインター、イラストレーター）とともに作った。
各楽曲の前にアルバムキャラクター・TYMが登場する。長久允によると、ビデオは「突然画面がTYMにハッキングされたイメージ」。TYMのナレーションを担当しているのは美輪明宏である。美輪のナレーション録りに吉井和哉が立ち会った。
美輪と吉井は1995年に雑誌の対談で初めて顔を合わせて以降、親交が深められ、美輪は2001年にTHE YELLOW MONKEYの東京ドーム公演へ行き、2006年にフジテレビ『僕らの音楽』で吉井と対談した。
『TYM's hacking movie』におけるTYMの声を決めるにあたり、スタッフ全員一致で「美輪さんしかない!」ということで美輪に打診され、美輪は快諾した。吉井と美輪の2人は11年ぶりの再会となった。美輪は「吉井君にあえて楽しかった。でもキャラクターは気味悪かった（笑）。」とコメントした。「JAM」の演出でTYMがジャム（吉井によると「血みたいなジャム」）を吐き出す案を、美輪は自身のイメージが保たれないとして拒絶し、吉井はその美輪にロックを感じたという。
吉井和哉は次のようなコメントをした。
| 改めて美輪さんの声の凄み、艶、説得力に圧倒されました。 再集結しても、またこのような形で尊敬する美輪明宏さんとコラボレーションしていただき、本当に感無量です。 このTYM（タイム）というキャラクターはイエローモンキーとファンとの誇るべき楽曲達の『魂』を形にしたような存在です。 その声を美輪さんにやっていただき、僕らもファンもこの上ない喜びです。 |

## スペースシャワーTV公開生放送
スペースシャワーTVは2017年3月7日に開催したSPACE SHOWER MUSIC AWARDSにて、2016年に最も活躍したアーティストらを表彰し、THE YELLOW MONKEYは「BEST RESPECT ARTIST」（輝かしい功績を残し、多大な影響を与えているアーティストに授与される賞）を受賞した。
2017年5月21日、スペースシャワーTVはTHE YELLOW MONKEYがデビュー25周年に新録ベストの本アルバムをリリースすることを記念し、タワーレコード渋谷店の屋上からTHE YELLOW MONKEYメンバー4人が出演する公開生放送を行った。
番組では、「2017年運勢ランキング」、「今年挑戦してほしいことランキング」、「オネエが選ぶ彼氏にしたいメンバーランキング」、「アーティスト仲間が選ぶTHE YELLOW MONKEYの好きな曲ランキング」、「日本国民が選ぶTHE YELLOW MONKEY楽曲最新ランキング」が発表され、当番組が募集した観覧者100名を交えながら番組は進行した。
「日本国民が選ぶTHE YELLOW MONKEY楽曲最新ランキング」は、『イエモン-FAN'S BEST SELECTION-』収録の全16曲のファン投票を、「今」のベストを決めるためにスペースシャワーTVが行った。解散前最後のシングルであり再結成後最初の演奏曲であった「プライマル。」が1位になったことについて、再結成後の活動が報われ気持ちを共有できてうれしい（廣瀬洋一）、これはこれで感動しました（菊地英昭）、びっくり（菊地英二）、よかった（吉井和哉）、等がメンバーの感想であった。
| 順位 | 2017年スペシャ調べ! 日本国民が選ぶ! THE YELLOW MONKEY楽曲最新ランキング | 2013年『イエモン-FAN'S BEST SELECTION-』の ファン投票による順位 |
|      | プライマル。                                                            | 13                                                              |
|      | バラ色の日々                                                            | 1                                                               |
|      | JAM                                                                     | 2                                                               |
| 4    | 追憶のマーメイド                                                        | 11                                                              |
| 5    | 真珠色の革命時代 (Pearl Light Of Revolution)                            | 7                                                               |
| 6    | 天国旅行                                                                | 5                                                               |
| 7    | SO YOUNG                                                                | 6                                                               |
| 8    | 悲しきASIAN BOY                                                         | 16                                                              |
| 9    | SUCK OF LIFE                                                            | 4                                                               |
| 10   | BURN                                                                    | 10                                                              |
| 11   | WELCOME TO MY DOGHOUSE                                                  | 12                                                              |
| 12   | 太陽が燃えている                                                        | 14                                                              |
| 13   | パール                                                                  | 15                                                              |
| 14   | 花吹雪                                                                  | 3                                                               |
| 15   | SPARK                                                                   | 9                                                               |
| 16   | 楽園                                                                    | 8                                                               |
| ---- | ----------------------------------------------------------------------- | --------------------------------------------------------------- |

### 出演
- THE YELLOW MONKEY: 菊地英二、吉井和哉、菊地英昭、廣瀬洋一（番組座席順）
- アンタッチャブル柴田英嗣（MC）
- 清野茂樹（レポーター）
- ウルフルズ（ビデオメッセージ）
- 金子ノブアキ（ビデオメッセージ）

 など。

### 放送スケジュール
スペースシャワーTV『V.I.P.-THE YELLOW MONKEY- 25th ANNIVERSARY THE YELLOW MONKEY IS HERE. 〜日本国民が選ぶザ・イエローモンキー ランキング大発表スペシャル〜』
- 初回放送
  - 5月21日 19:00〜21:00
- リピート放送
  - 5月30日 23:00〜
  - 6月04日 20:00〜

### 東京スカイツリータウンのライブビューイング
この番組は東京スカイツリータウンにてライブビューイングが同時開催され、5月21日19:00から東京スカイツリータウン内「J:COM Wonder Studio」の大画面で番組が放映された。参加は無料で約150枚の整理券が配布された。観覧希望者多数のため整理券受け取りの待機場所が一杯になり、配布開始時間を16:00から14:00に早めた。

### LINE LIVE
この番組は5月21日19:00からLINE LIVEにて同時に配信された。
LINE LIVEは2017年6月13日23:59までの期間限定で、再度配信を行った。この再配信ではLINE LIVE独占アフタートークが公開された。